# Kleinste dwergspin
De kleinste dwergspin (Maro minutus) is een spinnensoort in de taxonomische indeling van de hangmatspinnen (Linyphiidae).
Het dier behoort tot het geslacht Maro. De wetenschappelijke naam van de soort werd voor het eerst geldig gepubliceerd in 1906 door Octavius Pickard-Cambridge.